# Bellveí (Calders)
Bellveí és un antic molí i masia del terme de Calders, al Moianès. Pertanyia a la parròquia rural de Sant Andreu de Calders.
Situada al nord-oest de la Casa Gran de Bellveí, fou transformada a finals del segle xix en una petita colònia industrial que donava feina sobretot a dones dels veïns pobles i veïnats de Calders, Sant Andreu de Calders, Monistrol de Calders i Viladecavalls de Calders.